# Kintu Musoke
Pour les articles homonymes, voir Musoke.
Kintu Musoke, aussi connu comme Kinto Musoke, né le 5 août 1938 dans le district du Masaka, est un homme d'État ougandais, proche du président Yoweri Museveni.

## Biographie
Fils de Yafeesi Kintu et d'Eseza Nassiwa, Kintu Musoke a étudié à l'école anglicane de Kabungo, à King's College Budo (en), puis à l'université de Delhi, et refuse une opportunité d'entrer à l'université Makerere.
Démarrant dans la presse, il crée en 1963 l'association des journalistes ougandais (UJA) à Accra au Ghana,. Il travaille pour les journaux Uganda Eyogera, Uganda Argus, puis fonde les journaux African Pilot et Weekly Topic.
Kintu Musoke fait son entrée en politique en 1963 au parti UCP, duquel il fut exclu deux ans plus tard. De 1965 à 1980, il participe à la formation du parti Uganda Patriotic Movement (UPM), qui est ensuite devenu le Mouvement de résistance nationale. Il occupe aussi les fonctions de Ministre de l'information et de la diffusion, et Ministre de la défense.
Kintu Musoke est Premier ministre du 18 novembre 1994 au 5 avril 1999.
Il est ensuite nommé pour mener une unité de lutte contre le SIDA dans son pays.

## Vie privée
Polygame, il est le père de 20 enfants conçus avec 6 femmes.